# Això no és Suècia
Això no és Suècia és una sèrie de televisió de comèdia dramàtica creada per Aina Clotet, Daniel González i Valentina Viso per a TV3, RTVE Play i Sveriges Television. És protagonitzada per Clotet al costat d'un repartiment coral format per Marcel Borràs, Liv Mjönes, Tomàs del Estal, Nora Navas, Maria Langhammer, Enric Auquer, Pol López, Mabel Rivera, Anna Moliner, Nausicaa Bonnín, August Wittgenstein i Violeta Sanvisens en el seu debut com a actriu. A causa de la seva naturalesa multicultural, la sèrie de vuit capítols de 40 minuts va ser rodada en quatre idiomes: català, castellà, anglès i suec.
Això no és Suècia es va estrenar a la desena edició del festival Serielizados Fest a Barcelona el 17 d'octubre del 2023, com a sèrie d'obertura del festival. Aquell mateix mes, la sèrie va presentar el seu cartell. El novembre de 2023, RTVE Play va treure el tràiler complet de la sèrie i va programar la seva estrena al complet a la plataforma per al 28 de novembre del 2023. Alhora, també es va anunciar que TV3 estrenaria el primer capítol de la sèrie un dia abans, el 27 de novembre, per a després emetre la resta de la sèrie de forma setmanal.

## Argument
Per a educar les seves criatures des d'un lloc més autèntic i lluny de les seves respectives i doloroses infàncies, Mariana (Aina Clotet) i Samuel (Marcel Borràs) es traslladen a Vallvidrera, un barri de muntanya de Barcelona, on troben una comunitat de gent amb les mateixes aspiracions. Però quan una tragèdia sacseja el barri, desmuntant el seu ideal de vida, les certeses de Mariana i Samuel comencen a trontollar i la por s'instal·la en la parella, apropant-se perillosament a tot allò del que intentaven fugir.